# Препеліца
Препеліца (рум. Prepelița) — село у Синжерейському районі Молдови. Адміністративний центр однойменної комуни, до складу якої також входять села Клішкеуць, Міхайловка та Шестач.

## Населення
За даними перепису населення 2004 року у селі проживали 2928 осіб.
Національний склад населення села:
| Національність       | Кількість осіб | Відсоток   |
| -------------------- | -------------- | ---------- |
| молдавани румуни     | 2846 33        | 97,2% 1,1% |
| українці             | 38             | 1,3%       |
| росіяни              | 10             | 0,3%       |
| інша / без відповіді | 1              | < 0,1%     |
| Всього               | 2928           | 100%       |